# Redo of Healer
Redo of Healer (яп. 回復 術士 の や り 直 し 〜 即 死 魔法 と ス キ ル コ ー の 超越 ヒ ール 〜, Kaifuku Jutsushi no Yarinaoshi: Sokushi Mahō to Sukiru Kopī no Chōetsu Hīru, укр. «Відновлення цілителя, глибинне зцілення через магію моментального вбивства та копіювання умінь»), також відомий в Японії за короткою назвою KaiYari, — ранобе в жанрі темного фентезі, написана Руї Цукійо та проілюстрована Шіокомбу. Він розпочав серіалізацію в Інтернеті починаючи з грудня 2016 року на вебсайті видавництва романів Shōsetsuka ni Narō. Пізніше його придбав Kadokawa Shoten, який видав дев'ять томів з липня 2017 року під власною назвою Kadokawa Sneaker Bunko. Адаптація манґи з артами авторства Сокена Хаґи серіалізується в Інтернеті на вебсайті Kadokawa Shoten Young Ace Up з жовтня 2017 року та збирається у чотирьох томанах. Прем'єра аніме-телесеріалу, у виконання студії TNK відбулася в січні 2021 року.

## Сюжет
Кеяр, якого постійно експлуатують і неодноразово сексуально знущаються через те, що він маг-цілитель, помічає прихований потенціал своєї магії зцілення і переконується, що магія лікування — це найсильніший клас у світі. Однак, коли він усвідомлює власні можливості, у нього вже забрано все. Використовуючи свою магію зцілення, посилену властивостями Філософського каменя, що впливає на саму структуру світу, він повертається на чотири роки назад, вирішивши змінити все. Його мета — помститися тим, хто знущався над ним, і знищити корумповану імперію.

## Персонажі
Кеяру (яп. ケヤル) / Кеярґа (яп. ケヤルガ, Кеяруґа)
Сейю: Юя Ходзумі
Головний герой серії та герой-цілитель, який отримав герб героя після досягнення повноліття. Спочатку він прагнув врятувати світ від демонів, але натомість пережив чотири роки фізичних, моральних і сексуальних знущань від своїх союзників. Це змусило його побачити всю корупцію Королівства Джіорал. Під час битви з демонічним лордом Євою, Кеяр знаходить справжню природу своєї сили і здобуває Філософський камінь. Замість того, щоб віддати його Флер, як того вимагали, він використовує камінь, щоб повернутися в минуле, зберігши при цьому спогади про початкову часову лінію. Він вирішує помститися своїм мучителям і зруйнувати Джіорал. Під час цього він змінює свою зовнішність і бере собі нове ім'я — Кеярга. Його жага помсти та психопатична особистість (наслідок перенесених тортур) роблять його антигероєм, хоча він має і турботливу сторону, що проявляється в рідкісних моментах.
Флер (яп. フレア, Фуреа) / Фрея (яп. フレイア, Фурейя)
Сейю: Аяно Шібуя
Маг-герой і перша принцеса Королівства Джіорал, Флер є головним джерелом страждань Кеяра. Вона сприймає його лише як «носія багажу» і труїть його, щоб зробити більш слухняним, тренуючи його виключно для своєї вигоди. Флер завжди вважала магів-цілителів найнижчим класом у магічному світі, поки Кейар не довів їй протилежне. Однак Кейар не довіряє їй Філософський камінь і використовує його, щоб перевернути ситуацію. В альтернативній часовій лінії, коли Флер опиняється у беззахисному стані, Кейар піддає її тортурам, забирає її сили, стирає та змінює її спогади і зовнішність. Після цього він робить її своєю супутницею та коханою, давши їй нове ім'я — Фрея, при цьому обманюючи всіх, що Флер загинула. У новій ролі Фрея стає лагідною, доброю та цілковито підкоряється Кейарзі, виконуючи всі його накази, включаючи те, щоб іноді «грати» роль Флер. Вона повністю віддана Кейарзі і є однією з його найближчих союзниць.
Сецуна (яп. セツナ)
Сейю: Шідзука Ішіґамі
Дівчина-напівлюдина, яку Кейарга звільняє з рабства та запрошує приєднатися до своєї команди. Раніше вона страждала від хвороби, яку Кейарга допомагає вилікувати, демонструючи свою силу. Сецуна походить із клану Крижаних вовків, який відокремлений від людського суспільства та часто потрапляє в рабство, що свідчить про несправедливість у Королівстві Джіорал. Кейарга пропонує їй можливість помститися за свій народ. У знак довіри вона розкриває своє справжнє ім'я, що дає їй доступ до значно більшої сили. Це також зміцнює її відданість Кейарзі. Сецуна стає однією з найвірніших союзниць Кейарги, завжди підтримуючи його в досягненні спільних цілей і виявляючи сильну прихильність до нього. Її відданість зумовлена як почуттям вдячності, так і спільною боротьбою.
Єва (яп. イヴ, Іву)
Сейю: Нацумі Такаморі
Демон, яка є однією з кандидаток на звання Демонічного Лорда. У попередній часовій лінії, де вона таки стала Демонічним Лордом і вела запеклу битву проти Кейарги, в останні моменти життя зі сльозами благала його пощадити та віддала йому Філософський камінь. Це змусило Кейаргу зрозуміти справжню мету, яку вона намагалася захистити. Її головна мета — знищити поточного Демонічного Лорда, який намагається винищити її народ. Після проходження випробувань Каладріуса колір її волосся змінюється з чорного на сріблястий. В альтернативній часовій лінії вона приєднується до групи Кейарги. На відміну від інших дівчат у його оточенні, Єва не відчуває повного комфорту у романтичних стосунках із Кейаргою, залишаючись більш стриманою. Водночас вона є важливим і вірним союзником у його боротьбі.
Норн (яп. ノルン, Норун)
Сейю: Мінамі Цуба
Друга принцеса Королівства Джіорал і молодша сестра Флер. Обидві сестри мали близькі стосунки, поки Флер не здобула визнання як Маг-герой і не почала зневажати Норн. На відміну від своєї старшої сестри, Норн керує королівством жорстокими та маніпулятивними методами, прагнучи усунути Флер від трону. Після нібито загибелі Флер Норн намагається отримати підтримку сусідніх королівств, знищуючи невинних демонів. Вона стає причетною до загибелі друга, якого Кейарга встиг пізнати, що штовхає його до дій. Норн першою дізнається, що Флер насправді жива, і, крім Кейарги, більше ніхто цього не знає. Кейарга разом із Фреєю зривають її плани й захоплюють її. Як і у випадку з Флер, Кейарга змінює пам'ять і зовнішність Норн, після чого вона стає його молодшою сестрою під іменем Еллен. У ролі Еллен вона виявляє велику прив'язаність до Кейарги, розвиваючи своєрідний «комплекс брата», і сприймає Фрею як старшу сестру. Еллен, як і Фрея та Сецуна, є однією з найвідданіших союзниць Кейарги.
Куреха (яп. クレハ)
Сейю: Нацукі Айкава
Жінка-лицар Королівства Джіорал, відома як «Богиня Клинка». Куреха завдячує Кейарзі тим, що він вилікував її ампутовану руку під час їхньої першої зустрічі. Спочатку вона протистояла його групі, вважаючи, що вони нападають на солдатів, які намагалися захистити село Сецуни, не підозрюючи, що ці солдати насправді загрожували його мешканцям. Дізнавшись правду про злочини свого королівства, Куреха змінює свою позицію та приєднується до Кейарги. Фрея вдає зі себе Флер, щоб переконати Куреху стати на їхній бік. Після впливу спеціального засобу Куреха стає слухняною союзницею Кейарги. Згодом вона виявляє до нього романтичні почуття і приймає свою нову роль у його команді. Вона також виконує функції інформатора, допомагаючи Кейарзі дізнаватися про ситуацію в королівстві. Її часті прояви симпатії до Кейарги нерідко викликають ревнощі серед інших дівчат із його групи, але вона залишається відданою союзницею, підтримуючи їх у спільній боротьбі.
Буллет (яп. ブレット, Буретто)
Сейю: Tetsu Inada
Блейд (яп. ブレイド, Бурейдо)
Сейю: Мамі Фуджіта
Анна (яп. アンナ, Анна)
Сейю: Асука Нішя

## Медіа

### Ранобе
Серію вперше опубліковано онлайн у грудні 2016 року на платформі для користувачів Shōsetsuka ni Narō автором Руі Цукійо. Пізніше її придбало видавництво Kadokawa Shoten, яке випустило перший том як лайт-новелу під імпринтом Kadokawa Sneaker Bunko у липні 2017 року.
| №  | Дата виходу     | ISBN               |
| -- | --------------- | ------------------ |
| 1  | 1 липня 2017    | ISBN 9784041056806 |
| 2  | 1 грудня 2017   | ISBN 9784041056813 |
| 3  | 1 квітня 2018   | ISBN 9784041065242 |
| 4  | 1 вересня 2018  | ISBN 9784041065211 |
| 5  | 1 лютого 2019   | ISBN 9784041075593 |
| 6  | 1 липня 2019    | ISBN 9784041075609 |
| 7  | 1 грудня 2019   | ISBN 9784041075616 |
| 8  | 1 липня 2020    | ISBN 9784041096581 |
| 9  | 26 грудня 2020  | ISBN 9784041096628 |
| 10 | 29 березня 2024 | ISBN 9784041096635 |

### Манґа
Манґа-адаптація, створена Сокеном Хагою, почала публікуватися на сайті Young Ace Up від Kadokawa Shoten 24 жовтня 2017 року. Станом на серпень 2024 року вийшло п'ятнадцять томів.
Спінофф манґи, ілюстрований Кеном Нагао, під назвою Kaifuku Jutsushi no Omotenashi (укр. Гостинність цілителя), публікувався в Young Ace Up з 18 січня 2021 року по 23 травня 2022 року і зібраний у два томи.
| №  | Дата виходу     | ISBN                   |
| -- | --------------- | ---------------------- |
| 1  | 31 березня 2018 | ISBN 978-4-04-106838-0 |
| 2  | 4 вересня 2018  | ISBN 978-4-04-107292-9 |
| 3  | 4 лютого 2019   | ISBN 978-4-04-107730-6 |
| 4  | 4 липня 2019    | ISBN 978-4-04-108358-1 |
| 5  | 3 грудня 2019   | ISBN 978-4-04-108359-8 |
| 6  | 2 травня 2020   | ISBN 978-4-04-109347-4 |
| 7  | 10 жовтня 2020  | ISBN 978-4-04-109350-4 |
| 8  | 10 лютого 2021  | ISBN 978-4-04-109352-8 |
| 9  | 10 серпня 2021  | ISBN 978-4-04-111575-6 |
| 10 | 10 лютого 2022  | ISBN 978-4-04-111579-4 |
| 11 | 10 серпня 2022  | ISBN 978-4-04-112627-1 |
| 12 | 10 лютого 2023  | ISBN 978-4-04-113257-9 |
| 13 | 10 серпня 2023  | ISBN 978-4-04-113906-6 |
| 14 | 9 лютого 2024   | ISBN 978-4-04-114516-6 |
| 15 | 9 серпня 2024   | ISBN 978-4-04-115171-6 |
| 16 | 10 січня 2025   | ISBN 978-4-04-115684-1 |

### Аніме
Аніме-адаптація телесеріалу була анонсована компанією Kadokawa в листопаді 2019 року. Серіал був анімований студією TNK і режисером Такуєю Асаокою, з Кадзукі Фудеясу, який відповідав за склад серії, та Джунджі Гото, який розробляв персонажів. Серіал складається з дванадцяти епізодів і виходив з 13 січня по 31 березня 2021 року на каналах AT-X, Tokyo MX, KBS, SUN та BS11.
Опенінга — «Cruel Dreams and Sleep» (残酷な夢と眠れ, Zankoku na Yume to Nemure), виконана Мінамі Курібайаші, а ендонінг — «If You Can Change the World in a Dream» (夢で世界を変えるなら, Yume de Sekai o Kaeru Nara), виконана ARCANA PROJECT.
Існує три різні версії аніме: цензурована версія для ефірного мовлення, ексклюзивна версія для стрімінгу «Redo» та нецензурована «Complete Recovery» версія. Всі станції, що транслюють аніме, показували версію для ефірного мовлення. Крім того, AT-X транслював «Complete Recovery» версію о 4:00 ранку за японським часом, додатково до ефірної версії о 11:30 вечора. Офіційний акаунт у Твіттері випустив попередження про зміст аніме. Sentai Filmworks ліцензувала аніме для показу за межами Азії та німецькомовних регіонів.
Спочатку було оголошено, що Redo of Healer отримає одночасний реліз із німецькими субтитрами, але 14 січня 2021 року, через день після виходу в ефір першого епізоду, видавець Animoon оголосив, що вихід немецькомовної версії буде відкладений на кілька днів. Через п'ять днів після анонсу Animoon, трансляція серіалу була скасована через відмову сервісів потокової трансляції через суперечливий вміст твору.
| № серії | Назва серії | Режисер(и)        | Сценарист(и)      | Оригінальна дата показу |
| ------- | --- | ----------------- | ----------------- | ----------------------- |
| 1       | «The Healer Starts Over!» Транслітерація: «Kaifuku Jutsushi wa Yarinaosu!» (яп. 回復術士はやり直す！)                              | Norihiko Nagahama | Kazuyuki Fudeyasu | 13 січня 2021           |
| 2       | «The Healer Ruins Princess Flare!» Транслітерація: «Kaifuku Jutsushi wa, Furea Ōjo o Kowasu!» (яп. 回復術士は、フレア王女を壊す！) | Takuya Asaoka     | Kazuyuki Fudeyasu | 20 січня 2021           |
| 3       | «The Healer Buys a Slave!» Транслітерація: «Kaifuku Jutsushi wa, Dorei o Kau!» (яп. 回復術士は、奴隷を買う！)                      | Satoshi Saga      | Kazuyuki Fudeyasu | 27 січня 2021           |
| 4       | «The Healer Gets Setsuna!» Транслітерація: «Kaifuku Jutsushi wa, Setsuna o Te ni Ireru!» (яп. 回復術士は、セツナを手に入れる！)    | Буде визначено    | Буде визначено    | 3 лютого 2021           |

## Сприйняття
Станом на листопад 2019 випуск лайт-новели налічує понад 800 000 друкованих примірників.